# Riccardo Gissi
Riccardo Gissi (Barletta, 23 marzo 1980) è un ex calciatore italiano, di ruolo centrocampista.

## Carriera
Cresciuto calcisticamente nella Ternana, viene girato in prestito in Serie C2 nel 1998 al Novara e nel 1999 al Prato per poi ritornare alla Ternana nel 2000, con cui esordisce in Serie B.
Nel 2003 milita in Serie C1 nella Reggiana.
Nel 2004 passa al Treviso, dove gioca un campionato in Serie B. La stagione successiva viene ceduto in prestito al Catanzaro. Nel 2006 torna a Treviso, dove ottiene un posto da titolare e la fascia di capitano.
Nel 2009 viene ceduto alla Triestina. 
Rimasto svincolato dal fallimento della società giuliana, nell'estate del 2012 si accasa alla Lupa Frascati, formazione laziale militante in Serie D.

## Statistiche

### Presenze e reti nei club
| Stagione        | Squadra         | Campionato      | Campionato | Campionato | Coppe nazionali | Coppe nazionali | Coppe nazionali | Coppe continentali | Coppe continentali | Coppe continentali | Altre coppe | Altre coppe | Altre coppe | Totale | Totale |  |
| Stagione        | Squadra         | Comp            | Pres       | Reti       | Comp            | Pres            | Reti            | Comp               | Pres               | Reti               | Comp        | Pres        | Reti        | Pres   | Reti   |  |
| --------------- | --------------- | --------------- | ---------- | ---------- | --------------- | --------------- | --------------- | ------------------ | ------------------ | ------------------ | ----------- | ----------- | ----------- | ------ | ------ |  |
| 1996-1997       | Ternana         | C2              | 0          | 0          | CI-C            | 2               | 0               | -                  | -                  | -                  | -           | -           | -           | 2      | 0      |  |
| 1997-1998       | Ternana         | C1              | 0          | 0          | CI-C            | 1               | 0               | -                  | -                  | -                  | -           | -           | -           | 1      | 0      |  |
| 1998-1999       | Novara          | C2              | 28+2       | 0          | CI-C            | 2               | 0               | -                  | -                  | -                  | -           | -           | -           | 32     | 0      |  |
| 1999-2000       | Prato           | C2              | 29+3       | 0          | CI-C            | 0               | 0               | -                  | -                  | -                  | -           | -           | -           | 32     | 0      |  |
| 2000-2001       | Ternana         | B               | 8          | 0          | CI              | 0               | 0               | -                  | -                  | -                  | -           | -           | -           | 8      | 0      |  |
| 2001-2002       | Ternana         | B               | 23         | 1          | CI              | 4               | 0               | -                  | -                  | -                  | -           | -           | -           | 27     | 1      |  |
| 2002-2003       | Ternana         | B               | 17         | 0          | CI              | 4               | 1               | -                  | -                  | -                  | -           | -           | -           | 21     | 1      |  |
| Totale Ternana  | Totale Ternana  | Totale Ternana  | 48         | 1          |                 | 11              | 1               |                    | -                  | -                  |             | -           | -           | 59     | 2      |  |
| Totale carriera | Totale carriera | Totale carriera | 105+5      | 1          |                 | 13              | 1               |                    | -                  | -                  |             | -           | -           | 123    | 2      |  |

## Palmarès

### Club

#### Competizioni nazionali
- Serie C2: 1

Ternana: 1996-1997